# Amena Karimyan

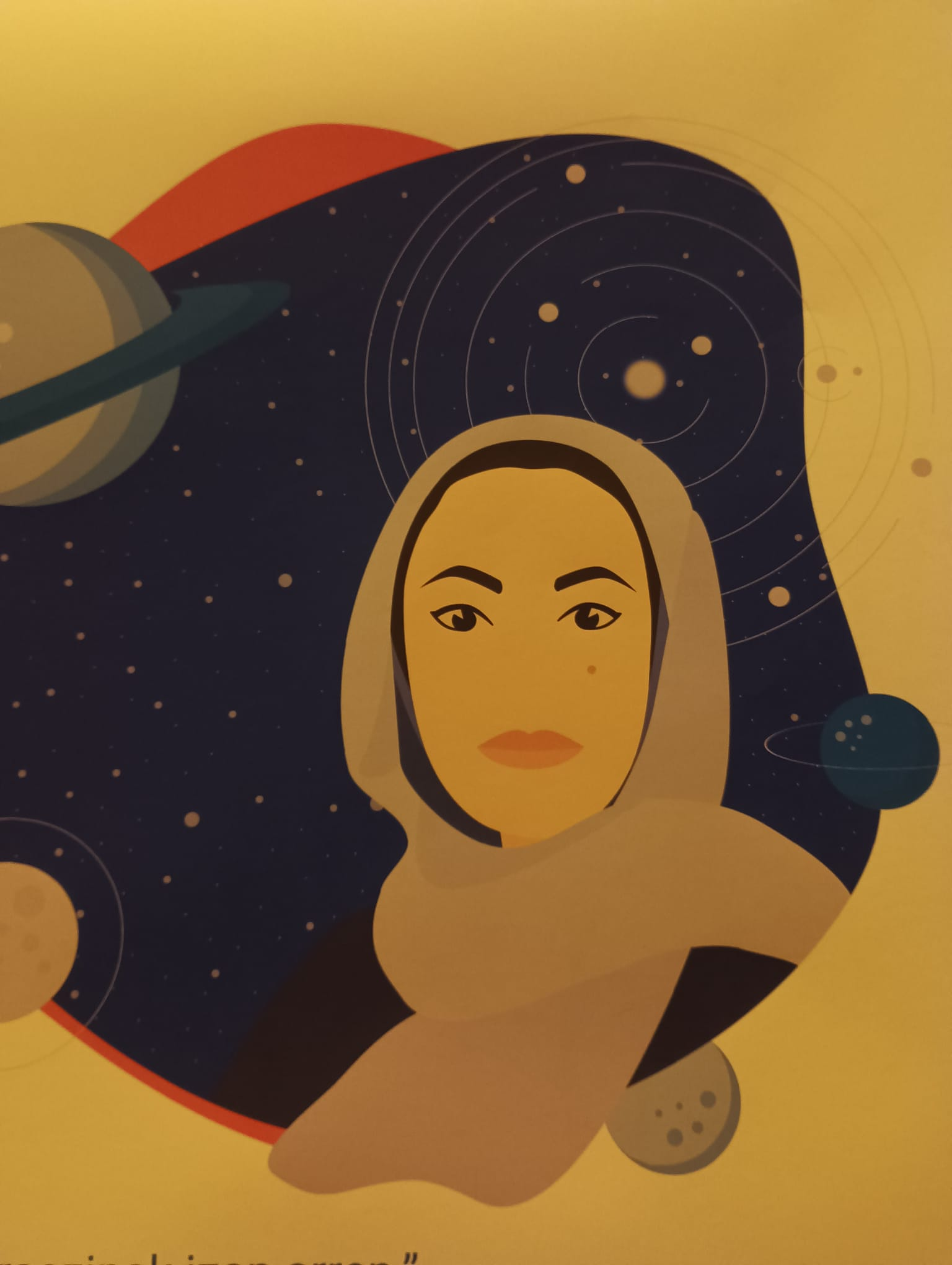
Amena Karimyan

Amena Karimyan (* 1. November 1996 in Herat, Afghanistan) ist eine afghanische Bauingenieurin und Astronomin. Sie ist die erste Frau auf dem Gebiet der Entwicklung und Lehre der Astronomie in Afghanistan und gründete 2018 die erste astronomische Gesellschaft für Frauen in Afghanistan.

## Leben und Werk
Karimyan studierte als eine der ersten Frauen Ingenieurwesen an der Herat University. 2017 schloss sie ihr Studium als Bauingenieurin ab und arbeitete bis Juli 2021 im Rathaus von Herat an einem EU-Infrastrukturprojekt. Sie organisierte Lunchpakete für Straßenkinder, meldete Mädchen in der Schule an und ermutigte sie, die Schule nicht wieder abzubrechen. Außerdem engagiert sie sich im Krieg für den Schutz der Zivilbevölkerung. In ihrer Freizeit gründete sie 2018 die Organisation Kayhana, wo sie als autodidaktische Astronomin junge Mädchen anhand eines selbstgebauten Modells des Sonnensystems unterrichtete. Im Juli 2021 gewannen Karimyan und ihre Astronomiegruppe bei dem Internationalen Wettbewerb für Astronomie und Astrophysik einen Preis der Internationalen Astronomischen Union.
Als die radikalislamischen Taliban die Macht in Afghanistan übernahmen, geriet sie als Astronomin und Aktivistin in Lebensgefahr und sie floh Anfang August 2021 nach Kabul. Verschiedene Institutionen in Österreich, darunter die Akademie der Wissenschaft, sprachen ihr eine Einladung aus. Die österreichische Botschaft in Pakistan schickte ihr mehrere Schreiben, in denen sie ihr ein Visum versprach. Als sie die Grenze nach Pakistan zu überqueren versuchte, wurde sie zweimal von den Taliban festgenommen und geschlagen. Nachdem sie in Pakistan angekommen war, wurde ihre Visumszusage zurückgezogen mit der Begründung, dass sie nicht glaubhaft versichern konnte, nach drei Monaten wieder aus Österreich ausreisen zu wollen. Eine Koalition aus Menschenrechtsverbänden forderte, sie einreisen zu lassen, und auch die österreichische Literaturnobelpreisträgerin Elfriede Jelinek unterstützte ihr Anliegen. In Deutschland wurde sie auf die Liste der besonders gefährdeten Afghaninnen und Afghanen gesetzt und von der deutschen Botschaft in Islamabad wurden ihre Daten für die Ausstellung eines deutschen Visums aufgenommen. Sie reiste im Januar 2022 nach Deutschland.
Karimyan unterrichtet ihre Schülerinnen von Deutschland aus in Afghanistan über Onlinekurse und Handygespräche. Sieben Mitglieder ihrer afghanischen astronomischen Vereinigung Kayhana qualifizierten sich 2023 für die Astronomie-Olympiade in Polen.
Nele Dehnenkamp drehte im Juli 2024 in Deutschland einen 30-minütigen Dokumentarfilm auf Persisch über Kariyan mit dem Titel Little Universe.

## Auszeichnungen und Ehrungen
- 2021: BBC’s 100 Women

## Veröffentlichungen
- Women astronomers in Afghanistan need the world's support. Nature Astronomy 6 (4), 2022, S. 405. doi:10.1038/s41550-022-01653-8.